# Pygmarrhopalites tauricus
Pygmarrhopalites tauricus (лат.) — вид троглобионтных бескрылых коллембол из семейства Arrhopalitidae. Пещеры Крыма до 350 м глубиной. Длина шаровидно-овального тела около 1 мм (самки до 1,4 мм, самцы — от 0,8 до 1,1 мм). Тело непигментированное. Число глазков редуцировано (1+1). Усики в 2,5—3 раза длиннее головы. Все экземпляры были собраны на влажных сталагмитах, водной поверхности и стенах в пещерах горного Крыма (Караби-яйла), массив Караби: Суворовская пещера (−100 м), Гвоздецкого (−150 м), Дублянского, Кастере (−70 м), Крубера (−40 м), Молодежная (−260 м), Монастырь Чокрак (−100 м), Нахимовская (−300 м, до −350 м), пещера Сказка, Егиз-Тинах-3 (=Виола) (−30 м); массив Чатыр-Даг: Азимутная пещера (−90 м), Голубиная—2 Cave (−30 м), Гугерджин, Дубовая (−110 м), Ход Конём (−150 до −240 м), Суук-Коба, Инженерная (−60 м; −70 м), Долгоруковский массив: Лу-Хозар (−40 м), Аверкиева (−35 м), Провал (−40 м), Кизил-Коба (= Красная); Aj- Petri Massif: Геофизическая (−40 м), Каскадная пещера (−250 м). Вид был впервые описан в 2009 году украинским энтомологом Робертом Варговичем (Институт зоологии имени Шмальгаузена, Киев) и назван по древнему именованию Крыма (Таврия).